# 铁面哈达淖
铁面哈达淖（“驼峰湖”），也作特绵哈达淖尔、特门哈达淖尔、特木根淖尔、天绵淖（“骆驼湖”），位于中华人民共和国内蒙古自治区鄂尔多斯市乌审旗县城嘎鲁图镇城区西北约18千米处的一个湖泊，面积1.1平方千米，水面高程1330米，平均水深0.1米。
在2021年乌审旗人民政府关于划定河道和湖泊管理范围的公告中，铁面哈达淖流域面积1924.87平方千米，历史最大水面面积1.0平方千米，常年（多年平均）水面面积0.95平方千米，管理范围边界线长度12.31千米，管理范围面积5.74平方千米。在同年公布的乌审旗苏木镇级、嘎查村级河（湖）长名录表中，铁面哈达淖苏木镇级湖长为嘎鲁图镇综合保障和技术推广中心主任，嘎查村级湖长为萨如努图嘎查（沙如勒努图克嘎查）党支部书记、嘎查委会主任。